# Anatole de Baudot

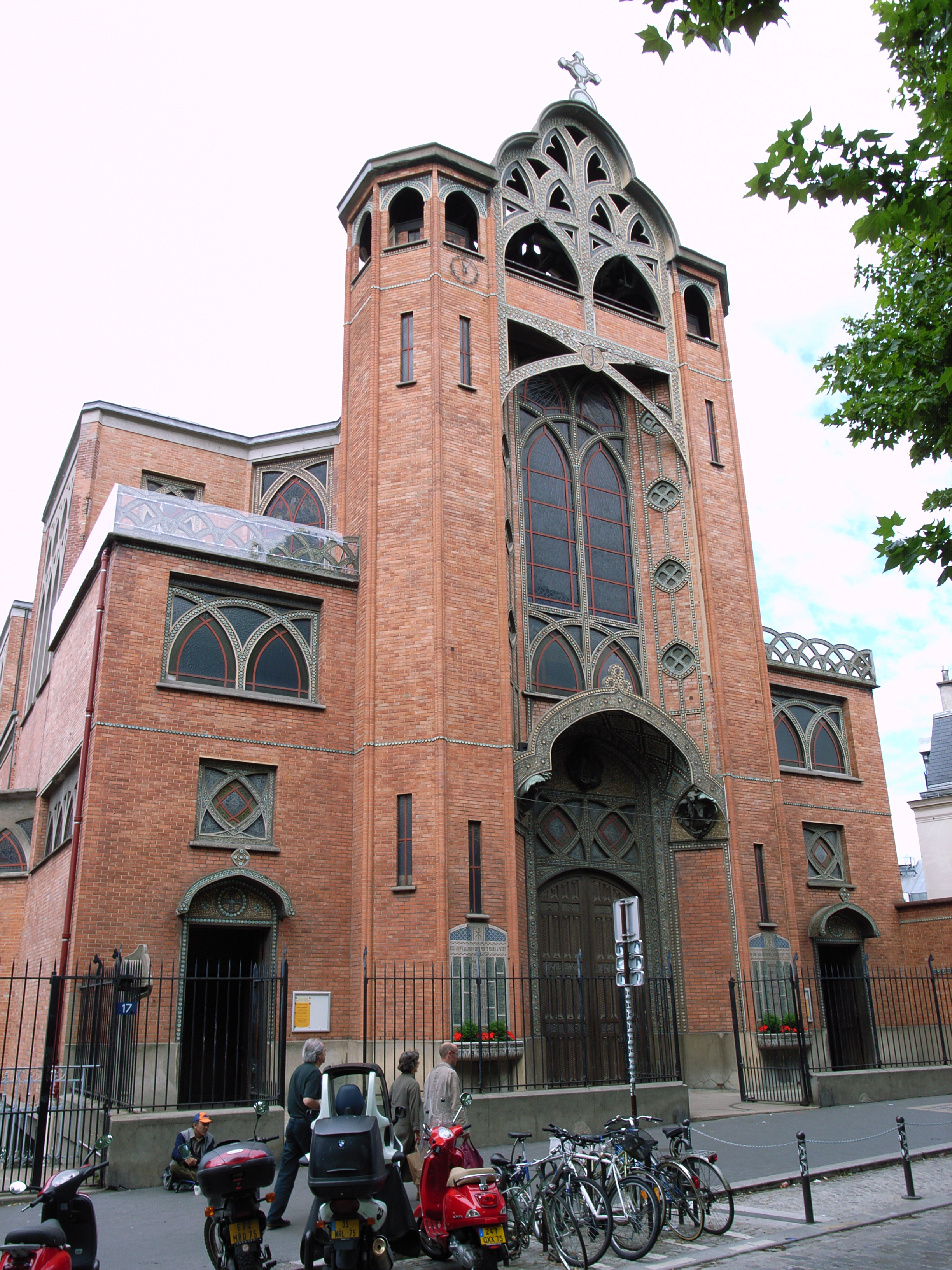
Saint-Jean de Montmartre.

Anatole de Baudot, född 14 oktober 1834 i Sarrebourg, död 28 februari 1915 i  Paris, var en fransk arkitekt.  
de Baudot var elev till Labrouste och Viollet-le-Duc. Han var inspirerad av sina lärares rationella och konstruktivistiska tänkande. Hans mest kända verk är kyrkan Saint-Jean de Montmartre, en av de första byggnaderna uppförd med en konstruktion av armerad betong. Därtill utförde han en lång rad restaureringar av kyrkor och han undervisade i arkitekturhistoria vid Musée des Monumentes Historiques i 25 år.

## Byggnader
- Saint-Jean de Montmartre, Paris, 1894–1903
- Saint-Lubin, Rambouillet, 1862
- Lycée Lakanal, Sceaux
- Lycée Victor-Hugo i Paris tredje arrondissement, 1894